# Estadi Palestra Itália
L'Estadi Palestra Itália, també conegut com Parque Antártica, fou un estadi de futbol de la ciutat de São Paulo, Brasil.
La seva capacita era per a 27.650 espectadors. Va ser inaugurat el 3 de maig de 1902. Va ser la seu de la Sociedade Esportiva Palmeiras entre 1917 i 2010, any en què l'estadi fou demolit el novembre de 2010.